# NGC 607
NGC 607 — двойная звезда в созвездии Кит.
Этот объект входит в число перечисленных в оригинальной редакции «Нового общего каталога».
NGC 607, возможно, является тройной звездой, так как на одном из двух изображений объекта на POSS1 он вытянут, как будто у пары звёзд есть близкий компаньон. А на изображении DSS, полученном с Британского телескопа Шмидта, объект похож на одиночную звезду.